# Garrett Graham
Garrett Graham (Brick Township, 4 agosto 1986) è un giocatore di football americano statunitense che gioca nel ruolo di tight end per i Denver Broncos della National Football League (NFL). Fu scelto nel corso del quarto giro (118º assoluto) del Draft NFL 2010 dagli Houston Texans. Al college ha giocato a football all’Università del Wisconsin.

## Carriera

### Houston Texans
Graham fu scelto nel corso del quarto giro del Draft 2010 dagli Houston Texans. Nella sua stagione da rookie disputò 6 partite, nessuna delle quali come titolare, senza far registrare alcuna statistica. Nella stagione successiva disputò 7 partite con una ricezione da 24 yard.
Nella settimana 9 della stagione 2012, contro i Buffalo Bills, Graham segnò il primo touchdown su ricezione della carriera. Nella settimana 11, nella vittoria sui Jacksonville Jaguars, ricevette 82 yard e segnò due touchdown. La sua stagione si concluse con 263 yard ricevute e tre touchdown in 15 presenze, 9 delle quali come titolare.
Nella prima gara della stagione 2013, i Texas rimontarono uno svantaggio di 21 punti alla metà del terzo quarto sui San Diego Chargers con Graham che contribuì con un touchdown. Il secondo TD lo segnò nella settimana 4 nella sconfitta ai supplementari contro i Seattle Seahawks. Nella settimana 11 contro gli Oakland Raiders ricevette un nuovo primato in carriera di 136 yard ma i Texans furono sconfitti.
Il 13 marzo 2014, Graham firmò un prolungamento contrattuale triennale coi Texans.

### Denver Broncos
Il 25 aprile 2016, Graham firmò con i Denver Broncos.

## Statistiche
| Partite totali         | 60    |
| Partite da titolare    | 31    |
| Ricezioni              | 100   |
| Yard su ricezione      | 1.059 |
| Touchdown su ricezione | 10    |

Statistiche aggiornate alla stagione 2015